# Lilla Bunny
Lilla Bunny (engelska: Untalkative Bunny) är ett kanadensiskt animerat barnprogram mellan 2001 och 2003 på Teletoon. Programmet består av fem minuters avsnitt där man får följa en gul kanins liv i en stad. Kaninen pratar inte. Programmet hade premiär som en del av KaBlam! i avsnittet "KaFun!" och visades sen på Teletoon den 15 april 2001. Serien är skapad av Karolina Craig och Jordan Craig.